# Патрік Платінс
Патрік Платінс (нім. Patrick Platins, нар. 19 квітня 1983, Імменштадт) — німецький футболіст, що грав на позиції воротаря.
Виступав, зокрема, за клуби «Вольфсбург II», «Вольфсбург» та «Армінія» (Білефельд), а також юнацьку збірну Німеччини.

## Клубна кар'єра
У дорослому футболі дебютував 2001 року виступами за команду «Вольфсбург II», у якій провів вісім сезонів, взявши участь у 156 матчах чемпіонату. Відзначався досить високою надійністю, пропускаючи в іграх чемпіонату в середньому менше одного гола за матч.
Своєю грою за цю команду привернув увагу представників тренерського штабу клубу «Вольфсбург», до складу якого приєднався 2003 року. Відіграв за «вовків» наступні чотири сезони своєї ігрової кар'єри.
Згодом з 2008 по 2011 рік грав у складі команд «Аугсбург», «Вольфсбург», «Вольфсбург II» та «Армінія-2» (Білефельд).
У 2010 році уклав контракт з клубом «Армінія» (Білефельд), у складі якого провів наступні чотири роки своєї кар'єри гравця. Більшість часу, проведеного у складі білефельдської «Армінії», був основним голкіпером команди.
Завершив ігрову кар'єру у команді «Дармштадт 98», за яку виступав протягом 2014—2016 років.

## Виступи за збірну
У 2006 році дебютував у складі юнацької збірної Німеччини (U-20), загалом на юнацькому рівні взяв участь у 1 іграх.